# Ayouba Kosiah
Ayouba Kosiah, né le 22 juillet 2001 à Almere aux Pays-Bas, est un footballeur international libérien qui joue au poste d'attaquant au Beerschot VA.

## Biographie

### En club
Né à Almere aux Pays-Bas, Ayouba Kosiah est notamment formé par le FC Utrecht, Almere City avant de poursuivre sa formation au NAC Breda. Le NAC lui offre son premier contrat professionnel en juin 2021. C'est avec ce club qu'il fait ses débuts en professionnel, jouant son premier match le 8 août 2021, lors d'une rencontre de championnat face au VVV Venlo.
Libre de tout contrat, il rejoint le Beerschot VA en mars 2023 jusqu'en juin 2025,. Il fait ses débuts avec le club le 19 mars 2023, contre le Club NXT, lors d'une défaite 2-1,. Le 28 septembre 2023, il se déchire les ligaments croisés, le tenant éloigné des terrains pendant près d'un an.

### En sélection
Il fait ses débuts en équipe du Liberia lors des éliminatoires de la Coupe du monde 2022 contre le Nigeria le 3 septembre 2021.